# Union der Opferverbände Kommunistischer Gewaltherrschaft
Die Union der Opferverbände Kommunistischer Gewaltherrschaft e. V. (UOKG) ist ein 1991 gegründeter, anerkannt gemeinnütziger Verein, der als Dachverband für 40 Organisationen von Opfern der SED-Diktatur fungiert. Ihr Selbstverständnis fasst die UOKG folgendermaßen zusammen: „Wir setzen uns in Öffentlichkeit und Politik dafür ein, dass den Opfern der SED-Diktatur im heutigen Rechtsstaat Gerechtigkeit widerfährt. Zur Gerechtigkeit gehört, dass zu Unrecht Verurteilte rehabilitiert werden und eine Entschädigung erhalten, die ihnen ein menschenwürdiges Leben erlaubt. Im SED-Staat erlittene Schädigungen an Leib und Seele müssen angemessen von den Versorgungsämtern berücksichtigt werden. Doch wir wollen nicht allein als Opfer betrachtet werden. Viele unserer Mitglieder sind für ihre Überzeugung ins Gefängnis geworfen worden. Andere haben auf Studium und Karriere verzichtet, weil sie sich nicht am Unrechtsstaat beteiligen wollten. Ihnen gebührt Dank und Anerkennung. Deshalb gehört zu unseren Zielen die Einrichtung eines Mahnmals für alle Opfer der kommunistischen Gewaltherrschaft.“
In der Satzung heißt es (§ 3 (4)): „Der Verein tritt mit aller Entschiedenheit gegen linken und rechten Extremismus, sowie Antisemitismus ein. Dies setzt er auch bei allen Mitgliedsverbänden voraus.“
Derzeitiger Vorsitzender der UOKG ist Dieter Dombrowski. Der Vorsitz ist ehrenamtlich. Dombrowski (* 1951 in Ost-Berlin) war wegen „ungesetzlichen Grenzübertritts“ zu vier Jahren Haft verurteilt worden, von denen er 20 Monate verbüßte. Er wurde 1994 rehabilitiert.

## Geschichte
Die UOKG wurde am 19. Oktober 1991 als gesamtdeutscher Dachverband mit heute fast vierzig Vereinen und Initiativen der vom Stalinismus und SED-Diktatur politisch Verfolgten gegründet.
Zu den ersten Mitgliedsverbänden der UOKG zählten neben Lagergemeinschaften von Insassen sowjetischer Speziallager in der SBZ/DDR (u. a. Arbeitsgemeinschaft Fünfeichen, Arbeitsgemeinschaft Lager Sachsenhausen 1945–1950, Initiativgruppe Lager Mühlberg) auch die Lagergemeinschaft Workuta / Gulag Sowjetunion als Vertreterin der zu Lagerhaft im Gulag Verurteilten. Hinzu kamen Initiativen und Vereine politischer Häftlinge aus der DDR (u. a. Menschenrechtszentrum Cottbus e. V., Süddeutscher Freundeskreis Hoheneckerinnen, Interessengemeinschaft ehemaliger Brandenburger Häftlinge) und weitere Opfergruppen (Doping-Opfer-Hilfe e. V., Verfolgte Schüler und Studenten, Interessengemeinschaft der Zwangsausgesiedelten der innerdeutschen Grenze, Initiativgruppe NKWD-Lager Tost).
Zu den ältesten Mitgliedsverbänden gehören die bereits 1950 gegründete Vereinigung der Opfer des Stalinismus (VOS) und der 1957 entstandene Verband ehemaliger Rostocker Studenten (VERS).
Als ihre frühen Aufgaben sah UOKG an, der sehr zeitig im vereinigten Deutschland aufflammenden „Schlussstrichdebatte“ entgegenzutreten und Aufklärung über den Verbleib von tausenden Opfern aus den Speziallagern einzufordern. So stand in den ersten Jahren „die Feststellung und Sicherung von Massengräbern“ aus der Zeit der Sowjetischen Besatzungszone und frühen DDR im Vordergrund, welche die UOKG zusammen mit den Verbänden und Aufarbeitungsinitiativen betrieb.

## Der Verein und seine Aufgaben
Die UOKG versteht sich als bundesweite Interessenvertreterin der in der SBZ und DDR politisch Verfolgten. In diesem Sinne initiiert und begleitet sie Gesetzgebungsverfahren auf der Ebene des Bundes und der Länder. Sie hat auch das Amt der SED-Opferbeauftragten des Bundestages, Evelyn Zupke, wesentlich mitgestaltet und arbeitet intensiv mit ihr zusammen. Die UOKG ist aktiv beteiligt an Forschungsprojekten der Universitäten und Gedenkstätten, so z. B.
- zur Jugendhilfe in der DDR (Durchgangsheime, Spezialheime, Sonderheime, Jugendwerkhöfe, Wochenheime)
- zur Zwangsarbeit politischer Gefangener und Heiminsassen,
- zur Zwangsadoption und politisch motivierte Kindeswegnahme,
- zum sexuellen Missbrauch an Kindern und Jugendlichen.

Seit mehr als zehn Jahren betreibt die UOKG gegen verschiedene Widerstände die Einrichtung eines Mahnmals für die Opfer der Kommunistischen Gewaltherrschaft in Deutschland. Sie treibt die Kennzeichnung historisch bedeutsamer Orte der Repression (ehemalige Jugendwerkhöfe, Durchgangsheime, Haftstätten, Arbeitslager, Strafvollzugsanstalten) voran.
Ein großer Teil des Engagements wendet sich den bis heute andauernden Folgen politischer Repression zu. Zu diesem Zweck hat die UOKG vier spezialisierte Beratungsstellen eingerichtet. Die Beratung ist kostenlos und steht allen SED-Opfern und deren Angehörigen offen.
- Zwangsadoption und ehemalige Heimkinder,
- Psychosoziale Beratung,
- Juristische Beratung (z. B. gegenüber Versorgungsämtern und bei Rehabilitationen)
- Soziale Beratung,
- weiterhin findet eine Beratung zur Aufklärung von Einzelschicksalen (z. B. Suche nach gerichtsrelevanten Dokumenten) statt.

Darüber hinaus fordert und fördert die UOKG die Einrichtung von Härtefallfonds für SED-Opfer auf der Ebene des Bundes und der ostdeutschen Länder. Sie unterstützte die – inzwischen ausgelaufenen – Fonds für Heimkinder und durch psychiatrische Einrichtungen der DDR geschädigte. Aktuell unterstützt die UOKG Hilfen für ehemalige Bausoldaten.
Die seit mehr als 20 Jahren veranstalteten UOKG-Kongresse dienten erfolgreich dazu, wichtige Themen der Repressionsgeschichte im öffentlichen Bewusstsein zu verankern (unvollständige Liste/Kurztitel).
- Der Kommunismus und seine Folgen in Deutschland und Osteuropa (2004)
- „Kirche im Sozialismus“ und das Fanal von Zeitz (Oskar Brüsewitz) (2006)
- Künstler im Widerspruch zur SED-Diktatur (2007)
- Die Anerkennung haft- und verfolgungsbedingter Gesundheitsschäden (2009)
- Podiumsdiskussion „Psychiatrie in der DDR“ (2011)
- Zwangsausgesiedelte als Opfer von Mauer und Teilung (2011)
- Schauprozesse als Mittel kommunistischer Herrschaftstechnik (2012)
- Wir reden über Zwangsarbeit! (2014)
- Zwangsadoptionen in der DDR (2015)
- Verdrängter Terror – die sowjetischen Spezial- und Internierungslager (2015)
- Wege zu einer verbesserten Begutachtung von SED-Opfern (2016)
- Das Leiden der 2. Generation – die Kinder politisch Verfolgter (2018)
- Frauen in Haft (1. Bundeskongress der Frauen) 2019/2020
- Internationales Tribunal Zwangsarbeit in der SBZ/DDR (2020)
- Aktion „Ungeziefer“ -Zwangsaussiedlung an der innerdeutschen Grenze (2022)
- Verronnene Zeit (2. Bundeskongress politisch verfolgter Frauen) 2023
- Jugendhäuser in der DDR. Geschichte. Insassen. Folgen. (2023)
- Solidarität aus dem Westen. (2024)

## Bundesvorsitzende
- Lothar Brauer (Oktober 1991 bis März 1992)
- Roland Bude (März 1992 bis November 1994)
- Gerhard Finn (November 1994 bis Dezember 2001)
- Horst Schüler (Januar 2002 bis Juli 2007)
- Rainer Wagner (Juli 2007 bis Oktober 2015)[7]
- Dieter Dombrowski (seit Oktober 2015)

## Mitgliedschaften
Die UOKG befindet sich in einem intensiven Erfahrungsaustausch mit Opferverbänden und Häftlingsorganisationen auf internationaler Ebene. Sie ist Mitglied in der Internationalen Assoziation ehemaliger politischer Gefangener und Opfer des Kommunismus, dem Dachverband der Opferverbände der Opfer des Kommunismus in Europa sowie in der Europäischen Plattform Gedächtnis und Gewissen(Platform of European Memory and Conscience).
Die UOKG ist Mitglied des Deutschen Instituts für Menschenrechte (Verein).
Sie ist eingetragen im Lobbyregister des Deutschen Bundestages unter der Registernummer R000399.

## Förderung
Die UOKG wird entsprechend Antragstellung gefördert durch
- die Staatsministerin für Kultur und Medien, Claudia Roth (Geschäftsstelle, Vereinsaufgaben)
- den Berliner Landesbeauftragten zur Aufarbeitung der SED-Diktatur, Frank Ebert (Beratungsstellen)
- die Bundesstiftung zur Aufarbeitung der SED-Diktatur in Deutschland (Projekte)

## Periodika
Von der UOKG wird in Zusammenarbeit mit dem BSV-Förderverein für Beratungen in 9 Ausgaben pro Jahr die Mitgliederzeitschrift „der stacheldraht“ herausgegeben. [24 Seiten, A4, s/w, ISSN 2748-4041 (Print), 2751-0182 (Online)]
Etwa zweimal im Jahr erscheint in loser Folge ein Newsletter (elektronisch und print) zur aktuellen Vereinsinformation.
14-täglich erscheint die elektronische Ausgabe des kosternlosen „Wochenrückblick“, der über Trends und Veranstaltungen informiert.

## Diskussion
Von einigen Autoren wurde der UOKG vorgeworfen, einige Mitglieder ihrer Verbände würden „am rechten Rand der Aufarbeitung“ stehen. Die UOKG veröffentlichte daraufhin eine Gegendarstellung unter dem Titel Christian Sachse: Die Waagschalen des Herrn Jander – eine Glosse.  Der Autor des zentralen Aufsatzes, Martin Jander, hat darauf nicht reagiert.

## Veröffentlichungen
- Martin Jander: Ein Erfahrungsbericht zur Union der Opferverbände Kommunistischer Gewaltherrschaft e. V. (UOKG) und ihrer Geschichtspolitik, in: Klaus Bästlein, Enrico Heitzer, Anetta Kahane (Hrsg.): Der Rechte Rand der DDR-Aufarbeitung, Berlin, Metropol-Verlag 2022, S. 134–152, ISBN 978-3-86331-671-6
- Habbo Knoch: Geschichte in Gedenkstätten: Theorie – Praxis – Berufsfelder. utb GmbH, 2020, S. 180.
- Jörg Siegmund: Opfer ohne Lobby? Ziele, Strukturen und Arbeitsweise der Verbände der Opfer des DDR-Unrechts, Berliner Wissenschafts-Verlag GmbH, Berlin 2002, ISBN 978-3-8305-0324-8

## Eigendarstellung
- Christian Sachse: 20 Jahre Union der Opferverbände kommunistischer Gewaltherrschaft e. V. – Rückblick und Ausblick, Berlin, 2011.
- Christian Sachse: 25 Jahre Union der Opferverbände kommunistischer Gewaltherrschaft e. V. – Festveranstaltung Berlin, Februar 2017.